# Балахнін Сергій Михайлович
Сергій Михайлович Балахнін (нар. 28 жовтня 1887, село Васильєвське Шуйського повіту Владимирської губернії, тепер Івановської області, Російська Федерація — 10 квітня 1953, місто Москва, Російська Федерація) — радянський діяч, голова Бакинської міської ради, голова виконавчого комітету Іваново-Вознесенської губернської ради. Член Комісії радянського контролю при РНК СРСР у 1934—1938 роках.

## Життєпис
Народився в родині селянина-бідняка в селі Васильєвському (за іншими даними — в селі Запруддя (Запрудне) Васильєвської волості) Шуйського повіту Владимирської губернії. У 1901 році закінчив п'ятикласну школу Міністерства народної просвіти.
З 1901 по жовтень 1903 року працював хлопчиком у м'ясній крамниці в Іваново-Вознесенську, був на різних поденних роботах.
У жовтні 1903 — квітні 1905 року — учень слюсаря чавуноливарного заводу товариства механічних і синкалевих заводів Лепахіних у селі Майдаково Юр'євецького повіту Костромської губернії.
Член РСДРП(б) з лютого 1905 року.
У квітні 1905 — квітні 1906 року — слюсар товариства механічних заводів братів Толчевських і Леонтьєва, фабрики Гуськова в місті Шуї Владимирської губернії. У травні — грудні 1906 року — слюсар фабрики Баранова в місті Павловський Посад Московської губернії. У січні — травні 1907 року — слюсар заводу Баранова в селі Майдаково Юр'євецького повіту Костромської губернії. У травні 1907 — листопаді 1908 року — слюсар заводу Лопахіна в селі Вічуга Кінешемського повіту Костромської губернії.
У листопаді 1908 — листопаді 1911 року — рядовий 13-го кавалерійського полку російської армії, старший зброяр зброярні полку.
У листопаді 1911 — листопаді 1912 року — слюсар фабрики Красильщикових в місті Родніки Юр'євецького повіту Костромської губернії.
У листопаді 1912 — лютому 1918 року — робітник механічних заводів «В.Т. Однер» і «Промет» у Санкт-Петербурзі (Петрограді).
У лютому 1918 — лютому 1919 року — голова Родніковської міської ради Іваново-Вознесенської губернії, член Іваново-Вознесенського губернського комітету РКП(б).
У лютому 1919 — лютому 1920 року — голова Іваново-Вознесенської губернської спілки споживчих товариств.
У лютому 1920 — березні 1921 року — відповідальний секретар Кінешемського повітового комітету РКП(б) Іваново-Вознесенської губернії.
У березні — листопаді 1921 року — завідувач організаційного відділу Іваново-Вознесенського повітового комітету РКП(б).
У листопаді 1921 — лютому 1925 року — директор Великої Іваново-Вознесенської мануфактури.
У лютому 1925 — серпні 1928 року — голова виконавчого комітету Іваново-Вознесенської губернської ради.
У серпні 1928 — листопаді 1929 року — заступник голови виконавчого комітету Північно-Кавказької крайової ради.
У листопаді 1929 — грудні 1930 року — директор будівництва Ростовського заводу сільськогосподарського машинобудування Сільмаштресту в Ростові-на-Дону. Півроку перебував у службовому відрядженні в Сполучених Штатах Америки.
У грудні 1930 — лютому 1934 року — голова Бакинської міської ради.
У березні 1934 — вересні 1936 року — уповноважений Комісії радянського контролю при РНК СРСР по Київській області УРСР.
У листопаді 1936 — травні 1937 року — в.о. керівника групи адміністративних установ Комісії радянського контролю при РНК СРСР. У травні 1937 — березні 1938 року — керівник групи лісової і паперової промисловості Комісії радянського контролю при РНК СРСР. Одночасно з червня 1937 року — т.в.о. керівника групи будівництва і будівельних матеріалів Комісії радянського контролю при РНК СРСР. 4 березня 1938 року виключений із складу Комісії радянського контролю при РНК СРСР.
У травні — грудні 1938 року — інспектор при народному комісарі лісової промисловості СРСР.
З грудня 1938 по 1939 рік не працював, перебував на пенсії через інвалідність.
У 1939—1940 роках — заступник директора Московської контори тресту «Союзпроммеханізація» Народного комісаріату важкого машинобудування СРСР.
У 1941 — квітні 1950 року — начальник секретного відділу Всесоюзного радіокомітету при РНК (РМ) СРСР.
З квітня 1950 року — персональний пенсіонер республіканського значення в Москві.
Помер 10 квітня 1953 року в Москві. Похований в колумбарії Новодівочого цвинтару Москви.